# Lara Thierstein
Lara Thierstein (* 28. Januar 1994) ist eine Schweizer Unihockeyspielerin.

## Karriere
Thierstein begann ihre Karriere beim UHC Linden und wechselte später in den Nachwuchs von UH Lejon Zäziwil und spielte dort bis 2011, ehe sie 2012 zu den Burgdorf Wizards wechselte.
Bei den Burgdorf Wizards kam sie zum ersten Mal in der damaligen Swiss Mobiliar League zum Einsatz. Sie absolvierte in der Saison 2012/13 zwei Partien in der höchsten Spielklasse.
Da ihr die Wizards nicht mehr Einsatzzeit versprechen konnten, wechselte sie zurück zu Zäziwil in die U21-Mannschaft. 2014 kam sie erstmals für ein Pflichtspiel der ersten Mannschaft von UH Lejon Zäziwil in der Nationalliga B zum Einsatz. 2015 wurde sie in das Kader der ersten Mannschaft integriert. In ihrer ersten Saison brillierte sie als Vorbereiterin, in ihrer zweiten gehörte sie bei den Zäziwilerinnen zu den Topskorern.
Ihre Leistungen in der Nationalliga B blieben nicht unbemerkt. Nach der Saison 2016/17 gab der NLA-Aufsteiger Unihockey Berner Oberland (BEO) den Transfer der Stürmerin bekannt.
Thierstein wechselte nach drei Saisons bei BEO wieder zurück zu Lejon Zäziwil in die Nationalliga B.